# Mons Rümker
Il Mons Rümker è una struttura geologica della superficie della Luna.
Il mons è dedicato all'astronomo tedesco Carl Ludwig Christian Rümker.

## Crateri correlati
Alcuni crateri minori situati in prossimità del Mons Rümker sono convenzionalmente identificati, sulle mappe lunari, attraverso una lettera associata al nome.
| Rümker | Latitudine | Longitudine | Diametro |
| ------ | ---------- | ----------- | -------- |
| C      | 41,58° N   | 58,09° W    | 4,29 km  |
| E      | 38,64° N   | 57,14° W    | 6,79 km  |
| F      | 37,26° N   | 57,28° W    | 5,05 km  |
| H      | 40,33° N   | 52,76° W    | 4 km     |
| K      | 42,25° N   | 56,04° W    | 3,01 km  |
| L      | 43,57° N   | 57,33° W    | 3,37 km  |
| S      | 42,58° N   | 63,08° W    | 3,02 km  |
| T      | 42,51° N   | 64,75° W    | 3,23 km  |